# 吳茂雄
吳茂雄（1938年7月7日—2022年11月24日），中華民國律師、政治人物、教育工作者。
吳茂雄出生於高雄縣岡山鎮。從高雄中學畢業後，吳茂雄考取東吳大學法律學系，取得學士學位。
吳茂雄於1966年考取書記官，1970年考取軍法官，並於1973年通過律師高等考試，此後執行律師業務多年。他曾在國立台北科技大學、中國文化大學、德明技術學院、以及台北市萬華社區大學等校兼任教職。
吳茂雄曾當選第2屆和第3屆國民大會代表。2001年，吳茂雄在台北市第2選區代表台聯參加第5屆立法委員選舉，未能當選。。
在台聯推薦下，吳茂雄獲得總統提名與立法院同意，自2002年9月1日起擔任第10屆考試院考試委員。後擔任總統府國策顧問。逝世後，獲總統明令褒揚。
吳茂雄在公餘著有《租稅債權時效之研究》、《權利之行使與保障》、《生活與法律》 、《生活大律師》等書。 
育有二子，長男吳雨蒔為醫學工程師，次男吳雨學執行律師業務。